# Oscar Alonso
Oscar Alonso (Ameghino, Provincia de Buenos Aires, Argentina, 12 de octubre de 1912 - Buenos Aires, el 16 de enero de 1980) fue un cantor argentino de tango. 
Su padre fue Pedro Brandán, que trabajaba de resero y es uno de a los personajes de la vida real que, según escribió Ricardo Güiraldes en la dedicatoria de Don Segundo Sombra inspiraron su obra.

## Carrera profesional
En 1926 la familia se trasladó a Buenos Aires, y dos años más tarde, debutó como cantor en un café de Lavalle y Esmeralda, y poco después lo hizo en radio La Voz Del Aire, acompañado por el trío de Vicente Fiorentino, y allí también actuó en algunos radioteatros. En 1931 Anselmo Aieta lo llevó a cantar al Café El Nacional. Dice la tradición que allí lo escuchó cantar Carlos Gardel y le hizo un caluroso elogio. 
También con Aieta actuó en el antiguo teatro San Martín en funciones que se transmitían por radio. Contratado por Radio Prieto por gestión de Juan Canaro,  el director artístico de la emisora lo rebautizó artísticamente como Oscar Alonso. Allí trabajó en 1938 y 1939 y compartió un programa con Hugo del Carril; de 1939 a 1941 participó en el teatro Liceo en la obra Boite rusa con los actores José Olarra y Pierina Dealessi. Por esos años hizo cine: Los locos del cuarto piso (1937) dirigido por Lisandro de la Tea y Pampa y cielo (1938) dirigido por Raúl Gurruchaga. También apareció en dos cortometrajes producidos por el noticiero semanal Sucesos Argentinos, en los cuales interpreta los tangos Senda florida, con la orquesta de Juan Polito y la participación junto a Alonso de los cantores Carlos Roldán y Chola Luna, y Que nunca me falte.
Su carrera fue discontinua, tuvo etapas sin actuar y cuestiones personales que interfirieron con su actividad artística. Como cantor solista actuó acompañado por guitarristas diversos, entre ellos José Canet y circunstancialmente, por las orquestas de Argentino Galván, Héctor María Artola y Carlos García. Hizo extensas giras por América, como la que se inició en Chile en 1945 y se extendió hasta Cuba donde estuvo largo tiempo, y realizó actuaciones en los barrios y ciudades cercanas a Buenos Aires. Alonso escribió los temas Yo no quiero que le escribas y Tardecita de campo.

## Discografía
Con Carlos García grabó muchos temas que fueron editados en cuatro larga duración, por los sellos Odeon y "Varieté", que también pertenecía a Odeon. Entre sus grabaciones se encuentran  los Versos de un payador al General Perón y Eva Perón, ya registrados por Hugo del Carril, también la que lleva el nombre del sindicalista asesinado Augusto Vandor y dos con letra de Melchor Posse, que fuera luego por varios períodos intendente de la ciudad de San Isidro: San Isidro y Seguí como sos. 
Oscar Alonso falleció en Buenos Aires, el 16 de enero de 1980.

## Filmografía
- Mi noche triste (1952) dir. Lucas Demare (voz cantando Mi noche triste en off)
- Buenos Aires canta (1947) dir. Antonio Solano
- Pampa y cielo (1938) dir. Raúl Gurruchaga
- Los locos del cuarto piso (1937) dir. Lisandro de la Tea